# Phyllodytes brevirostris
Espèce
Statut de conservation UICN

 DD  : Données insuffisantes
Phyllodytes brevirostris est une espèce d'amphibiens de la famille des Hylidae.

## Répartition
Cette espèce est endémique de l'État de Paraíba au Brésil. Elle n'est connue qu'au niveau de la mer à Alhandra,.

## Publication originale
- Peixoto & Cruz, 1988 : Descrição de duas espécies novas do gênero Phyllodytes Wagler (Amphibia, Anura, Hylidae). Revista Brasileira de Biologia, Rio de Janeiro, vol. 48, no 2, p. 265-272 (texte intégral).